# Wiktor Maximowitsch Schirmunski
Wiktor Maximowitsch Schirmunski (russisch Ви́ктор Макси́мович Жирму́нский, alternative Transkriptionen: Viktor Maksimovič Žirmunskij, Victor Zhirmunsky; * 21. Julijul. / 2. August 1891greg. in Sankt Petersburg; † 31. Januar 1971 in Leningrad) war ein russischer Philologe, Dialektologe und Germanist.

## Leben
Schirmunskis Eltern, der Arzt Moissei (später Namensänderung zu Maximilian) und seine Frau Alexandra (geborene Malkiel), die aus einer Familie angesehener Bauunternehmer aus Daugavpils stammte, waren beide russischsprachige Juden. Wiktor Schirmunski schloss 1912 ein Germanistik-Studium an der Universität Sankt Petersburg ab. 1917 wurde er Professor an der Universität Saratow, 1956 an der Leningrader Universität, von 1957 an war er auch als Leiter der Abteilung Indoeuropäische Sprachen des Linguistik-Instituts der Sowjetischen Akademie der Wissenschaften tätig. Seit 1939 war er korrespondierendes und seit 1966 Vollmitglied der Akademie. 1956 wurde er korrespondierendes und 1969 auswärtiges Mitglied der Akademie der Wissenschaften der DDR. Am 16. Oktober 1967 wurde Schirmunski zum Ehrenmitglied der Sächsischen Akademie der Wissenschaften gewählt, 1962 wurde er korrespondierendes Mitglied der British Academy und 1970 der Bayerischen Akademie der Wissenschaften.
Seine Forschungsarbeiten im Bereich der Germanistik erstreckten sich unter anderem auf die Erforschung der Dialekte der Russlanddeutschen sowie der Geschichte der deutschen und englischen klassischen Literatur (darunter etwa Goethe und Byron). Bekannt wurde er im deutschen Sprachraum nicht zuletzt durch seinen Klassiker Deutsche Mundartkunde, der 1956 auf Russisch erschien, 1962 in einer Übersetzung von Wolfgang Fleischer auf Deutsch herauskam und 2010 von Larissa Naiditsch in einer kommentierten Fassung erneut ediert wurde.
Seine Sammlung russlanddeutscher Lieder wurde 2018 vom Deutschen Volksliedarchiv in Freiburg und dem Institut für Russische Literatur der Russischen Akademie der Wissenschaften in St. Petersburg veröffentlicht.
Schirmunski erforschte auch Motivparallelen zwischen zentralasiatischen Epen (Gesar) und westlichen Sagen.

## Publikationen (Auswahl)
- Deutsche Mundartkunde. Hrsg. und kommentiert von Larissa Naiditsch. Peter Lang, Frankfurt am Main 2010, ISBN 978-3-631-59973-0.